# Niño Josele
Niño Josele (teljes nevén: Juan José Heredia Heredia; Almería, 1974. április 24. –) spanyol flamenco gitáros.

## Pályafutása
A spanyol városból, Almeríából való zenészek dinasztiájából származik.
A világ legkülönbözőbb tájairól való zenészekkel játszott, így Paco de Lucía, Enrique Morente, Duquende, Remedios Amaya, Diego el Cigala, Chick Corea, Joe Lavano, Andres Calamaro, Lenny Kravitz partnere is volt.
Az 1996-os a sevillai flamenco biennálén első díjat, 2010-ben latin Grammy-díj jelölést kapott az „Espanola” című szólóalbumáért.

## Lemezek
- Niño Josele (BMG, 2001)
- El Sorbo with Javier Limon (BMG, 2001)
- Paz (Calle 54, 2006)
- Española (DRO, 2009)
- La Venta del Alma (DRO, 2009)
- El Mar De Mi Ventana (DRO, 2012)
- Chano & Josele with Chano Dominguez (Calle 54, 2014)